# Hydratation de l'obsidienne
La datation par hydratation de l'obsidienne (DHO) est une méthode de datation géochimique, absolue ou relative, qui permet de dater un artéfact en obsidienne, sous des conditions précises.

## Historique
Cette méthode a été développée en 1960 par Irving Friedman et Robert Smith, membres de l'Institut d'études géologiques des États-Unis.

## Matériau
L'obsidienne est un verre naturel d'origine volcanique qui était utilisé à l'Âge de la pierre comme matière première pour fabriquer des outils et armes lithiques, tels que des pointes de flèche ou de lance, des couteaux, et autres outils coupants, notamment par des méthodes de débitage et de façonnage par pression.

## Datation
L'obsidienne obéit aux lois de l'hydratation minérale et absorbe de l'eau à un rythme connu quand elle est exposée à l'air. Quand un morceau d'obsidienne brut est fracturé, on trouve généralement au départ à sa nouvelle surface moins de 1 % d'eau. Lors du débitage ou du façonnage de l'objet commence à se former à sa surface une couche hydratée dont l'épaisseur croît au cours du temps et permet ainsi d'évaluer le temps écoulé depuis le débitage. L'eau se diffuse lentement dans l'artéfact, formant une mince couche dont l'épaisseur peut être observée et mesurée par différentes techniques, telles qu'un microscope à fort grossissement (de 40 à 80 fois), une spectrométrie de masse des ions secondaires (SMIS), et une spectroscopie photoacoustique infra-rouge (SPA-IR),.
Pour obtenir une datation absolue, l'origine et les conditions d'exposition de l'échantillon doivent être comprises et comparées à des échantillons d'âge connu (par exemple grâce à une datation au carbone 14 de matières organiques associées). Le processus d'hydratation est fonction du type d'obsidienne employé : il faut donc en connaître la provenance. La température constitue un deuxième facteur : l'obsidienne s'hydrate par exemple plus rapidement sous les tropiques que dans des régions septentrionales. La méthode nécessite donc un étalonnage,.